# Großbardorf
Großbardorf ist eine Gemeinde im unterfränkischen Landkreis Rhön-Grabfeld.

## Geografie
Die Gemeinde liegt in der Region Main-Rhön. Der Ort Großbardorf liegt 26 Kilometer von Schweinfurt und 120 Kilometer von Nürnberg entfernt.

### Gemeindegliederung
Es gibt fünf Gemeindeteile (in Klammern ist der Siedlungstyp angegeben):
- Großbardorf (Pfarrdorf)
- Obertannigsmühle (Weiler)
- Rügshof (Einöde)
- Unterhof (Einöde)
- Untertannigsmühle (Einöde)

Es gibt nur die Gemarkung Großbardorf.

## Geschichte

### Bis zur Gemeindegründung
Im Jahre 789 wurde „Pargthorfum“ (Dorf an der Barget) in der Karolingerzeit in einer Schenkungsurkunde des Klosters Fulda erstmals genannt. 1165 tauschte das Kloster Wechterswinkel den Zehnt in Großeibstadt gegen ein Gut in Großbardorf. 1305 fällt Großbardorf nach dem Aussterben der Grafen von Wildberg zur Hälfte an die Grafen von Henneberg und zur anderen an das Hochstift Würzburg. Großbardorf gehört fortan zum würzburgischen Amt Wildberg. 1586 fällt auch der hennebergische Teil im Rahmen des Schleusinger Vertrags an das Hochstift Würzburg.
Als Teil des Hochstiftes Würzburg, das zum Fränkischen Reichskreis gehörte, wurde Großbardorf 1803 zugunsten Bayerns säkularisiert, dann im Frieden von Preßburg (1805) Erzherzog Ferdinand von Toskana zur Bildung des Großherzogtums Würzburg überlassen, mit welchem es 1814 endgültig an Bayern fiel. Im Zuge der Verwaltungsreformen in Bayern entstand mit dem Gemeindeedikt von 1818 die heutige Gemeinde.

### Einwohnerentwicklung
| Jahr      | 1961 | 1970 | 1987 | 1991 | 1995 | 2000 | 2005 | 2010 | 2015 | 2020 |
| --------- | ---- | ---- | ---- | ---- | ---- | ---- | ---- | ---- | ---- | ---- |
| Einwohner | 0839 | 0883 | 0876 | 0966 | 0986 | 1004 | 1013 | 0928 | 0894 | 0912 |

Im Zeitraum 1988 bis 2018 sank die Einwohnerzahl von 895 auf 865 um 30 Einwohner bzw. um 3,4 %. 2000 hatte die Gemeinde 1010 Einwohner.
Quelle: BayLfStat

## Politik
Die Gemeinde ist Mitglied der Verwaltungsgemeinschaft Bad Königshofen im Grabfeld.

### Bürgermeister
Erster Bürgermeister ist seit 1. Mai 1996 Josef Demar (* 1954)(CSU).

### Gemeinderat
Der Gemeinderat besteht aus dem ersten Bürgermeister und den Gemeinderatsmitgliedern. Die acht Gemeinderatsmitglieder werden seit Mai 2020 von folgenden Gruppierungen gestellt:
- Großbardorfer Liste 1: 4 Sitze
- Großbardorfer Liste 2: 4 Sitze

### Wappen
| Wappen von Großbardorf | Blasonierung: „Durch eine eingeschweifte rote Spitze, darin ein gestürztes silbernes Deichselkreuz, das in Mauerankern endet, gespalten von Schwarz und Gold; vorne ein silberner Balken, darüber rechts ein sechsstrahliger silberner Stern, hinten ein steigender, Feuer speiender grüner Drache.“ |
| Wappen von Großbardorf | Wappenbegründung: Das Deichselkreuz ist dem Wappen der Grafen von Wildberg entnommen, die im 12. Jahrhundert als Grafen im Grabfeld urkundlich belegt und 1304 ausgestorben sind. Dienstmannen dieses Grafengeschlechts und der Grafen von Henneberg waren die Herren von Bardorf, die seit dem 13. Jahrhundert belegt und in der Mitte des 14. Jahrhunderts ausgestorben sind. Ihr Wappen, in Schwarz ein silberner Balken mit einem sechsstrahligen silbernen Stern im rechten Obereck, erinnert an dieses Adelsgeschlecht. Der Drache ist das Attribut der heiligen Margareta, der die Pfarrkirche in Großbardorf geweiht ist. Die Heilige stand bereits in einem alten Gemeindesiegel des 19. Jahrhunderts. Die Farben Grün und Gold sind dem Wappen der Grafen von Henneberg entnommen, die seit 1305 in Großbardorf belegt sind und die den Ort 1354 an das Hochstift Würzburg verkauften. An die territoriale Zugehörigkeit zum Würzburger Hochstift erinnern die Farben Silber und Rot aus dem Hochstiftswappen. Dieses Wappen wird seit 1988 geführt. |

### Kommunale Allianz
Die Gemeinde ist Mitglied in der Kommunalen Allianz Fränkischer Grabfeldgau.

## Wirtschaft und Infrastruktur

### Wirtschaft einschließlich Land- und Forstwirtschaft
Es gab im Jahr 2021 nach der amtlichen Statistik 293 sozialversicherungspflichtig Beschäftigte am Arbeitsort und 427 sozialversicherungspflichtige Beschäftigte am Wohnort. Im verarbeitenden Gewerbe gab es einen Betrieb, im Bauhauptgewerbe zwei Betriebe. Zudem bestanden im Jahr 2020 17 landwirtschaftliche Betriebe mit einer landwirtschaftlich genutzten Fläche von 722 ha, davon waren 638 ha Ackerfläche und 84 ha Dauergrünfläche.
In der Gemarkung Großbardorf befinden sich wertvolle Biotoptypen wie ein Niederwald mit 140 ha Fläche, Streuobst mit 26 ha und Magerrasen mit 20 ha.

### Bildung
Es gibt folgende Einrichtungen (Stand: 2022):
- Eine Kindertageseinrichtung mit 50 Plätzen und 47 Kindern
- Irena-Sendler-Schule, Außenstelle des Sonderpädagogischen Förderzentrums Hohenroth

## Sport
Der Fußballverein TSV Großbardorf spielte in der Saison 2008/09 in der Fußball-Regionalliga Süd und tritt seit 2009 in der fünftklassigen Bayernliga an. Die U17 der Großbardorfer spielt in der Regionalliga.

## Persönlichkeiten
- Julius Emes (* um 1580; † nach 1629), Bildhauer und Bildstockmeister, lebte um 1614 in Großbardorf
- Johann Nepomuk Endres (* 15. Januar 1730 in Großbardorf; † 4. Mai 1791 in Würzburg), Theologe und Jurist